# Makah
Makah (Cape Flattery Indijanci, Kweedishchaaht, Kwih-dich-chuh-ahtx, Qʷidiččaʔa·tx̌, Qwiqwidicciat), pleme američkih Indijanaca s rta Flattery u Washingtonu, najjužniji pripadnici porodice Wakashan, danas naseljeni na rezervatu Makah smještenom na tradicionalnom plemenskom području na poluotoku Olympic.
Prema Lewisu i Clarku oni su tada imali oko 2,000 duša. Kultura im je temeljno pacifičke Sjeverozaapdne obale. Godine 1855. svoj teeritorij prepuštaj SAD-u, osim malenog dijela gdje se danas nalazi rezervat s plemenskim središtem Neah Bay u okrugu Clallam. 

## Ime
Nazivi Makah i Kweedishchaaht označavaju "cape people," ili 'narod s rta.' Od svojih prvih rođaka Nootka iz Britanske Kolumbije nazivani su imenom Classet ("outsiders") ili Tla'asath ("outside people.") Indijanci Puyallup nazivali su ih Ba-qa-o. 

## Jezik
Jezik Makaha, i njihovog južnijeg ogranka Ozette Indijanaca član je nootkanske skupine porodice Wakashan čije je središte na kanadskom otoku Vancouver.

## Naselja
Zimski 'gradovi':
- Baada (Bahaada), na Neah Bay.
- Neah, na mjestu stare španjolske utvrde, Port Nuñez Gaona, Neah Bay.
- Waatch, na ušću Waatch Greeka, 4 milje od Neah Baya.

Ljetna sela:
- Ahchawat (Archawat), na Cape Flattery.
- Kehsidatsoos, lokacija nepoznata.
- Kiddekubbut (Kidickabit), 3 milje od Neah Baya.
- Tatooche, na otoku Tatoosh Island, pred Cape Flatteryjem.

## Povijest
Domovina Makaha je kraj između rijeke Hoko i Flattery Rocksa na jugu, uključujući i otok Tatoosh. Njihova rana populacija mogla je biti oko 2,000, a toliki broj 1805. navodi i ekspedicija Lewisa i Clarka, a nazivaju ih imenom Quinechart. Ovi ljudi orijentirani su prema moru i prvenstveno kitolovu, te trgovinom kitovih proizvoda, posebno ulja, kojega su 1856. prodali u vrijednosti tadašnjih $8,000. Godine 1926. zbog gotovo potpune istrebljenosti sivog kita (Eschrichtius robustus) Makahi su prisiljeni obustaviti sa svojim drevnim zanatom.  Godine 1855. odlaze na rezervat gdje će im broj počet opadat; 450 (1900), 435 (1905), 360 (1910), 571 (1973), da bi počeo ponovno rasti pred kraj 20. stoljeća, a u najnivoje doba ima ih preko 2000: 2,000 (2000), 2,356  	(2003). 

## Etnografija
Makahi su narod kulture Sjeverozapadne obale s razvijenim ribarstvom, kitolovom, drvorezbarstvom gradnjom drvenih kuća i kanua i raširenim običajima potlatcha. Trgovali su kitovim uljem i kostima, školjkama dentalia, krznima morskih životinja, sušenim ribama velika ploča (halibut; vidi) i drugiom morskom hranom.
Lovac Makaha mora steći naklonost nekog duha Tumanos, a to može postići tako da mu posveti neku molitvenu pjesmu, a mogao ju je naslijediti i od svog oca ili djeda. Mnoge od ovih pjesama posvećenih kitovima ostale su zabilježene i čuvaju duhovno bogatstvo Makah Indijanaca.

## Vanjske poveznice
- Makah Indian Tribe History
- The History of the Makah Whale Hunt
- Home of the Makah People  Arhivirana inačica izvorne stranice od 14. listopada 2007. (Wayback Machine)